# Breuchotte
Breuchotte é uma comuna francesa na região administrativa de Borgonha-Franco-Condado, no departamento de Alto Sona. Estende-se por uma área de 4,37 km². Em 2010 a comuna tinha 303 habitantes (densidade: 69,3 hab./km²).